# Contea di Akqi
La contea di Akqi (阿合奇县S) è una contea della Cina, situata nella regione autonoma di Xinjiang e amministrata dalla prefettura autonoma kirghisa di Kizilsu.